# DRUM TAO

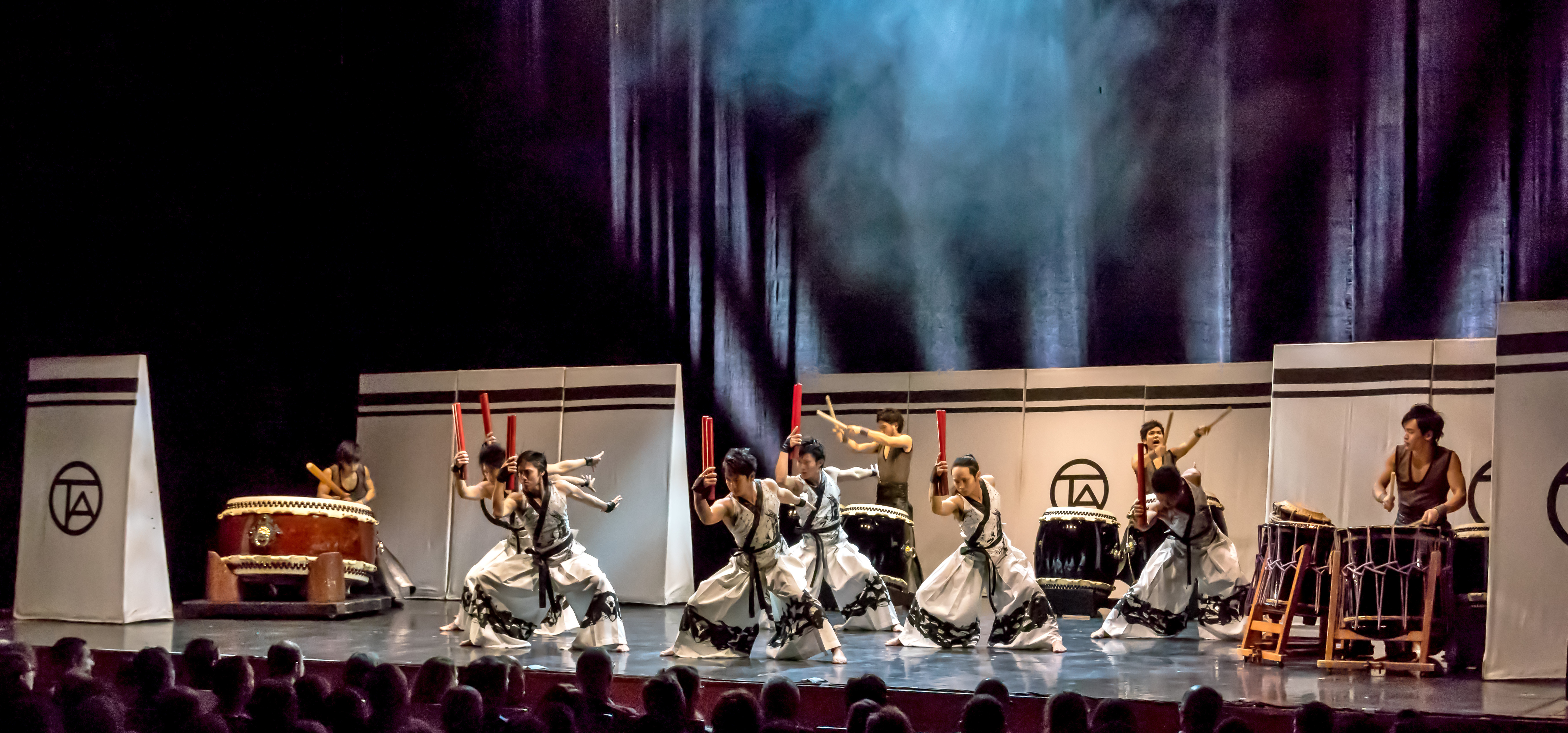
ドイツ・フライブルク・イム・ブライスガウでのコンサート（2015年1月25日）

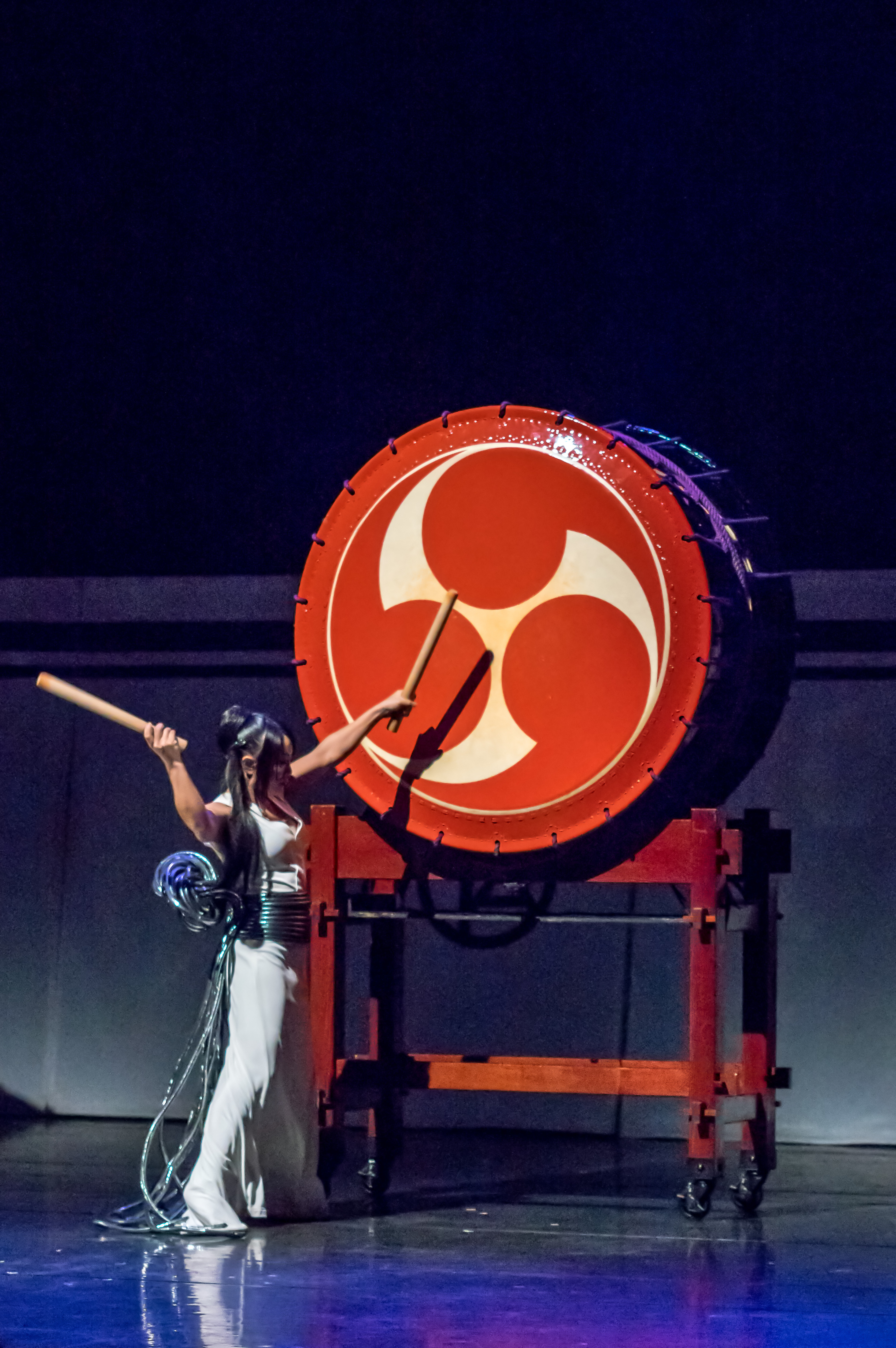

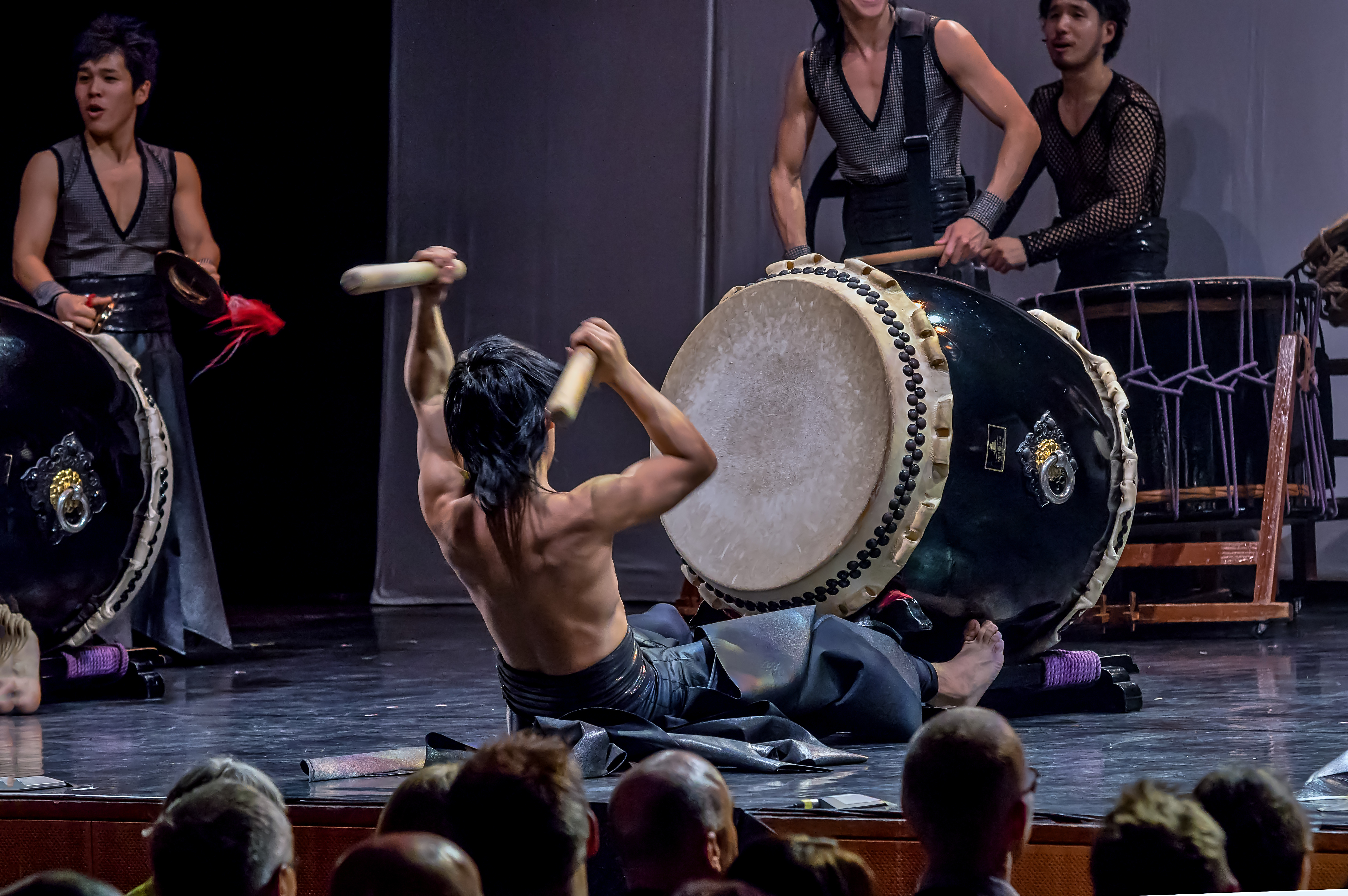

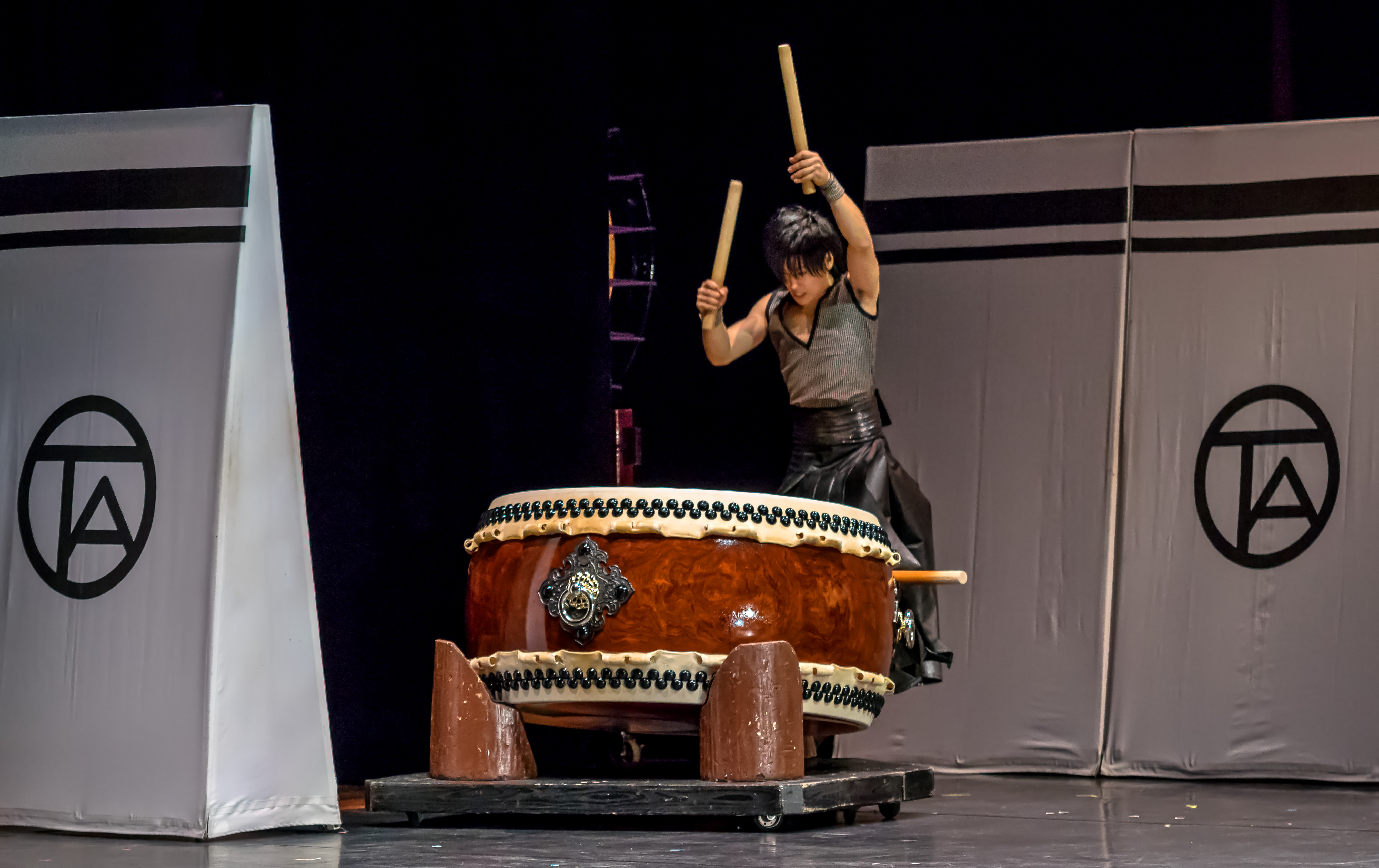

DRUM TAO（ドラム・タオ）は、大分県竹田市久住町を拠点に活動する和太鼓演奏グループ。TAO（タオ）ともいう。

## 概要
「世界で通用するエンターテイメント」という目標を掲げ結成された。和太鼓を主体に、篠笛・箏などによる演奏や殺陣などのパフォーマンスを行なっており、2019年12月現在で、26ヶ国・500都市で合計900万人を動員している。また、タオエンターテイメントを設立し、国内外公演のマネージメント、広報、デザイン、映像制作などを行っている。
2000年、阿蘇くじゅう国立公園内に、大小3つの稽古場、トレーニングジム、スパ、ゲストハウスなどの複合施設を備えた4万平方メートルの「TAOの里」を建設。2009年に、2,000人収容できる稽古場・兼野外劇場「赤兜」を建設している。
2009年、「エンタテイメントとラーメンの融合」や「日本のかっこよさ」を世界へ発信することを謳い、ラーメン・チェーンストア「博多一風堂」を運営する力の源カンパニーと、タオエンターテイメントとが共同会社TAO・一風堂パートナーズを設立。2010年には国内外にコラボショップを開店している。

## 沿革
- 1993年 - 愛知県小牧市にて設立・結成[1]
- 1995年 - 大分県直入郡久住町（現・竹田市）へ移転[1]。
- 1998年 - 国民文化祭おおいた’98の「全国郷土芸能の祭典」「アジア芸能の祭典」をプロデュース[3]。
- 2000年
  - 7年半で九州を中心に100万枚のチケットセールスを記録。
  - 久住町にTAOの里を建設[3]。
- 2004年 - スコットランド・エディンバラで開催される芸術祭「エディンバラ・フェスティバル・フリンジ」に初参加[7][8]。
- 2005年 - エディンバラ・フェスティバル・フリンジに2年連続出場し、チケットセールス第1位を樹立[8]。この頃から本格的に海外公演を開始する。
- 2006年 - ドイツで3ヶ月に及ぶロングラン公演。
- 2007年 - 台北アリーナにて、2日間の単独公演を行い、4万人を動員。
- 2008年 - 2年連続で台北アリーナで単独公演。
- 2009年
  - フジテレビ各局主催全国縦断ツアー（全15公演）。
  - 3度目の「エディンバラ・フェスティバル・フリンジ」に参加し、チケットセールスで新記録を樹立。
  - TAOの里に2000人収容できる野外劇場「赤兜」を建設。
- 2010年
  - 北米ツアー。44都市全50公演でチケット完売。バンクーバーオリンピックにも招待される。
  - TAO一風堂の天神店[5]、銀座店、シンガポール店[6]を開店。
- 2011年
  - 日本国内公演が200公演に拡大。東京、横浜、名古屋、大阪での連続公演を行う。福岡・キャナルシティ劇場で国内初のロングラン公演を実施（全13回公演）。
  - 大分県文化功労者 学術・文化振興 受賞。
- 2012年
  - 北米ツアー・アジアツアー。
  - アンダーアーマーのCMに出演[9]。
  - ファッションデザイナー・コシノジュンコとコラボした「JUNKO KOSHINO×TAO」始動[10]。
- 2013年
  - 結成20周年。ヨーロッパツアー（全43回公演）。
  - 2013 ワールド・ベースボール・クラシック開幕戦でオープニング・アクトを務める[11]。
  - 中村勘九郎・七之助の「錦秋特別公演 芯2013」全国公演に参加[12]。
- 2014年
  - 北米ツアー
  - 3月29日 - 竹田市から「竹田市国際観光親善大使」第1号に任命される[13][14]。
  - 10月1日 - 観光庁長官表彰を受ける[15]。
- 2016年8月4日 - 中央アジア公演[16]。
- 2017年
  - ヨーロッパツアー（全65公演）
  - 2班体制での全国・世界ツアー本格化。
  - シンガポールにて海外初のファンイベントを実施、海外ファンクラブがヨーロッパに拡大。
  - 歌舞伎とフィギュアスケート初の饗宴「氷艶 hyoen2017-破沙羅-」出演（全6公演） （出演：市川染五郎、髙橋大輔、荒川静香 ほか）
  - 大分県ユネスコエコパークオフィシャルアーティストに任命。
  - 東京・品川Club eXにて、JTBとの共同企画「東京常設劇場『万華響』」始動。
  - ユニバーサルミュージックよりメジャー・デビュー「RISING 〜SOUNDS OF DRUM TAO〜」発売。
  - 国際交流基金主催事業にてカザフスタン公演。
  - 「地方自治法施行70周年記念総務大臣表彰」受賞。
  - 大分県よりラグビーW杯2019開催都市特別サポーターに任命。
- 2019年
  - 東京常設劇場「万華響」通年開催（全500公演）
  - 3班体制での活動本格化（A組・K組・S組）
  - ヨーロッパツアー（全30公演）
  - シンガポール公演（全4公演）
  - フィリピン公演（全5公演）
  - TAO8「TIME&SPACE in KANAZAWA」にて日本を代表するギタリストSUGIZOと共演。
  - 日中文化交流として中国パフォーマンス
- 2020年
  - 北米ツアー
  - 東京常設劇場「万華響final」（全20公演）
  - 『DRUM TAO × SUGIZO』SPECIAL COLLABORATION LIVE
  - 天空の展望公園 『野外劇場・TAOの丘』 グランドオープン
- 2021年
  - 全国ツアー『THE BEST LIVE・祭響~SAIKYO ~』（2020〜2021)（274公演）
  - SPECIAL COLLABORATION RHYTHM & VOICE 『DRUM TAO 8 × MIKA SHINNO』
  - 音楽の日（7月17日・TBS・音楽の日）
  - コシノジュンコ MASACA（8月1日・8日　TBSラジオ）ゲスト・岸野央明・麓大輔
  - 爽快! 感動! この爽快感! TAOの夏フェス2021（8月11日〜8月29日）
  - DRUM TAO 公式ファンクラブサイト（9月10日リニューアル）
  - 【奇跡のコラボ】大分エンターテイメントフェステバル Meets DRUM TAO（10月2日）
  - 芸術鑑賞会がスタート
  - ゆく年くる年・ライブ配信（2021年12月31日〜2022年1月1日）
- 野外劇場「TAOの丘」LIVE 2021
  - （春季公演・3月10日 - 6月28日）
  - （夏季公演・7月1日 - 8月30日）
  - （秋季公演・9月2日 - 12月12日）
  - ※休演日：毎週火・水曜日 / 祝日の場合は翌日
  - 【スペシャルコラボ】『DRUM TAO × 弦楽五重奏』（10月23日 - 25日）
- 新作舞台2021『光』
  - プレビュー公演スタート。それでも前へ!進む!『DRUM TAO』（5月4・5日）[17]。
  - 新作舞台2021『光』全国ツアー公演 （5月8日 - 2022年4月9日）
  - 東京アラウンドツアー　東京公演（7月3日 - 11日）
- MANGEKYO PROJECT 2021 
  - 東京ロングラン『W-1』（7月22日 - 8月9日）[18]
- 2022年
  - 【生配信LIVE】・日の出LIVE・奉納太鼓LIVE・赤兜LIVE（1月1日）
  - 【公演中止】TAO 新春スペシャルライブ 2022（1月1日 - 3日）、DRUM TAO 新春スペシャルライブ「天二響ケ」〜ソラニヒビケ〜（1月4・5日）諸事情により中止となる。
  - 【イベント】東京タワーレッドライトアップ2022（1月31日）
  - 【ワークショップ】DRUM TAOに学ぶ!和太鼓ワークショップ（2月5・6日）
  - 【野外劇場】『TAOの丘』リニューアルオープン（3月4日 - 12月11日）
  - 【海外ツアー】全米ツアー（3月4日 - 4月14日）
  - 【全国ツアー】プレビュー公演幕開け!原点ニ回帰スル『KAIKI』（5月3日 - 12月28日）
  - 【ゲスト】銀座・RAISEと新宿・WARP・SHINJUKUゲスト出演。EDMと和太鼓が融合（6月18日 - 25日）
  - 世界観客動員数900万人を突破
  - TAOの夏フェス2022〜増演〜（8月6日 - 28日）
  - DRUM TAO 2022 新宿LIVE☆『CLUB TAO』（30公演）（9月23日 - 10月10日）
  - 【フェスティバル】東アジア文化都市日中韓フェスティバル『DRUM TAOスペシャルコラボライブ』（10月22・23日）
- 2023年
  - 日の出LIVE配信・「日の出LIVE」（1月1日）[19]
  - DRUM TAOスペシャルライブ2023in パークプレイス大分（1月1日 - 3日）
  - DRUM TAO30周年記念特別公演〜KISEKI〜開幕（1月4日）[20]
  - 東京・オーチャードホール 『KAIKI』特別公演開幕（1月6・7日）
  - 2023年度・学校公演が始まる（1月10日）
  - CLOVER HOUSEオープン記念企画『西亜里沙・岸野央明・江良拓哉（DRUM TAO）vs黒流・蜷川べに・神永大輔（和楽器バンド）対談LIVE』（1月12日）・アーカイブ配信・1月19日迄
  - ヨーロッパツアーがスタート（1月14日 - ）
  - クールジャパン・プラットフォームアワード2023 〜優秀賞受賞〜
  - 英文ウェブサイト・リニューアル（3月10日）
  - 【野外劇場・TAOの丘】リニューアルオープン（3月18日 - ）期間中・『和太鼓WS & CLUB TAO』開催中
  - 『感謝祭〜春の宴〜』（3月18日 - 21日）
  - シンガポール公演
  - DRUMTAO結成30周年作品『THE TAO 夢幻響』プレビュー公演in竹田（5月4日）
  - 公式ウェブサイトにて2023年度『太鼓が職業』アーティストの募集開始
  - DRUM TAO 30周年記念『TAOの夏フェス2023年』（8月11日 - ）

## ディスコグラフィー

### アルバム
|     | 発売日         | タイトル                      | 規格品番                                          | 収録曲 | 備考                                       |
| --- | -------------- | ----------------------------- | ------------------------------------------------- | --- | ------------------------------------------ |
| 1st | 2017年9月13日  | RISING 〜SOUNDS OF DRUM TAO〜 | UPCY-7354:スペシャルパッケージ盤 UPCY-7355:通常盤 | 1. 舞族 2. 千本桜 3. 海武士II-KabutoII- 4. GAIAII 5. 夢幻響VIII-MugenkyouVIII- 6. MIYABI 7. HAYATE 8. BEAT BEAT 9. 水簾 10. INAZUMA 11. 煌きの森 12. 夢幻響VII-MugenkyouVII- 13. 神ノ楽-Kaminogaku- 14. 時の彼方 15. 舞族 New World version | オリコン最高176位 ユニバーサルミュージック |
| EP  | 2023年12月24日 | DRUM TAO vol.1                |                                                   | 1. Festa 2. Queen 3. 一期一宴 4. 夢幻響 |                                            |

### 配信限定シングル
| 発売日        | タイトル      |
| ------------- | ------------- |
| 2024年1月12日 | 和楽器バンド2 |
| 2024年1月12日 | 山河燃ゆ      |
| 2024年1月28日 | MUSE          |
| 2024年1月28日 | THUNDER       |

### DVD
| 発売日         | タイトル                   | 規格品番   |
| -------------- | -------------------------- | ---------- |
| 2017年12月6日  | ドラムロック 疾風          | POBD-25082 |
| 2018年10月17日 | RHYTHM of TRIBE 時空旅行記 | POBD-25083 |
| 2019年9月25日  | ザ・ドラマーズ             | POBD-25087 |
| 2020年         | 祭響                       |            |
| 2021年         | 光・ＨIKARI                |            |
| 2022年         | KAIKI                      |            |
| 2023年         | 夢幻響                     |            |

### 参加作品
| 発売日       | タイトル                                                       |
| ------------ | -------------------------------------------------------------- |
| 2016年8月3日 | DANCE EARTH PARTY feat.banvox+DRUM TAO『NEO ZIPANG 〜UTAGE〜』 |